# معركة برلين (فلم)
معركة برلين (بالألمانية: Schlacht um Berlin) 1973 فلم وثائقي ألماني أخرج من قبل فرانز باكي و جوست فون مورر. لقد رشّح للجائزة الأكاديمية لأفضل ميزّة وثائقية.

## وصلات خارجية
- مقالات تستعمل روابط فنية بلا صلة مع ويكي بيانات